# Reichsstelle für Raumordnung
Die Reichsstelle für Raumordnung (RfR) wurde am 26. Juni 1935 durch einen Führererlaß eingerichtet und war Adolf Hitler direkt unterstellt. Als Leiter der RfR fungierte der bisherige Reichsminister ohne Geschäftsbereich Hanns Kerrl. Bereits am 29. März 1935 war die Reichsstelle zur Regelung des Landbedarfs der öffentlichen Hand eingerichtet worden, die mit dem Führererlaß vom 26. Juni 1935 zur RfR umgewandelt wurde. Die RfR hatte nun Weisungsbefugnis über die überörtlichen Planungsbehörden und Planungsverbände.
Kerrls Stellvertreter war Hermann Muhs (nach Kerrls Tod sein geschäftsführender Nachfolger). Den für die Nationalsozialisten politisch wichtigsten Bereich, die Neubildung deutschen Bauerntums, hatte bis dahin Carl Christoph Lörcher geleitet. Die Aufgabe der RfR war nun aber eine zusammenfassende, übergeordnete Planung und Ordnung des deutschen Raumes für das gesamte Reichsgebiet. Nach dem Gesetz über die Regelung des Landbedarfs der öffentlichen Hand vom 29. März 1935 (RGBl. I, S. 486), das die Gründung der RfR vorsah, hatte diese darüber zu „wachen, dass der deutsche Raum in einer den Notwendigkeiten von Volk und Staat entsprechenden Weise gestaltet wird“ (§ 3) und dass die obersten Reichsbehörden dieser Reichsstelle jeden beabsichtigten Landerwerb mitzuteilen hatten.
Die Reichsstelle für Raumordnung befand sich in Berlin, Leipziger Str. 3–4 (dort befindet sich heute das Bundesratsgebäude).
Die an die RfR angeschlossene und sechs Monate nach ihr gegründete Reichsarbeitsgemeinschaft für Raumforschung (RAG) arbeitete bis 1942 (formal) der Reichsstelle als Forschungsorganisation zu, sie entwickelte aber de facto auch Eigenständigkeiten. Sie stellte gemeinsam mit den Hochschularbeitsgemeinschaften für Raumforschung (HAG) einen Großverbund universitärer Forschung im nationalsozialistischen Staat dar.

## Gründung, Personalbestand und Organisationsstruktur der RfR
Im Bereich von „Neusiedlungen“ hatte bis 1935 eine Konkurrenz zwischen mehreren NS-Organen und politischen Ebenen bestanden, die mit der Bildung der Reichsstelle abgeschafft und die Verfahren gestrafft werden sollten. Kerrls erste Verordnung zur Durchführung der Reichs- und Landesplanung erging am 15. Februar 1936. Die Provinzen wurden zu Planungsräumen erklärt, und es wurden 23 Landesplanungsgemeinschaften geschaffen. Den Landesplanungsgemeinschaften waren 52 Bezirksstellen angeschlossen. Landesplanungsgemeinschaften und ihre Bezirksstellen wurden der RfR zugeordnet. Die bis dahin vorherrschende kommunale Raumplanung entfiel. Die Landesplanungsgemeinschaften wurden erst am 13. Dezember 1944 aufgelöst.

Nach Kerrls Tod im Dezember 1941 wurde sein Staatssekretär, Hermann Muhs geschäftsführender Leiter der RfR. Das Reichsarbeitsministerium beschnitt teilweise Kompetenzen (alleinige Aufsicht über die Landesplanungsverbände; Deklarierung der Wirtschaftspläne als kommunale Aufgabe) der gerade gegründeten RfR. Andererseits erklärte sich der Reichsarbeitsminister schon im September 1935 bereit, der RfR im Bereich eines Entwurfes eines Reichsplanungsgesetz Kompetenzen zu überlassen: 
„Soweit in diesem Entwurf die Planung für das Wohnungs- und Siedlungswesen, namentlich auch für den Städtebau zu regeln sein wird, werde ich Ihnen die erforderlichen Beiträge liefern.“
Zu den Aufgaben der Reichsstelle gehörte zunächst die räumliche Gleichverteilung von Industrie und Wohnungen im Deutschen Reich. Für eine „volksgemäße Ordnung des Raumes“ sollten der Landbedarf der öffentlichen Hand geregelt und eine planvolle Besiedlung mit „gesunder“ (im Sinn des NS) Bevölkerungsstruktur gewährleistet werden. De facto stagnierte die Planungsgesetzgebung jedoch und die neue Institution befasste sich stärker mit tagespolitischen Aufgaben, wie etwa in der zweiten Kriegshälfte mit der Nah- und Fernevakuierung der Bevölkerung bombardierungsgefährdeter bzw. -geschädigter Gebiete.
Als weitere Konkurrenz für die RfR (und wenig später auch für die RAG) erwies sich die im August 1935 etablierte parteiamtliche Akademie für Landesforschung und Reichsplanung. Diese von Johann Wilhelm Ludowici geführte Akademie sollte „Verselbstständigungstendenzen der staatlichen Organisationen der Reichsstelle“ vorbeugen. Die Akademie konnte sich gegen RfR/RAG/HAG aber nur bis 1937 halten und wurde wieder geschlossen.
Die Reichsstelle bestand aus der Zentralabteilung, geführt von Hermann Muhs, sowie der Verwaltungsabteilung und der Planungsabteilung. Die Verwaltungsabteilung führte Ernst Jarmer, die Planungsabteilung führte der Erste Baudirektor i. R. Karl Köster (Hamburg). Muhs und Jarmer unterzeichneten zahlreiche Erlasse der RfR.
Allen drei Abteilungen waren zahlreiche Referate zugeordnet.:300f. Unter den Referats-Leitern waren einige Raumplanungs-Experten, die sich nach 1945 in der Raumordnungspolitik einen Namen machen konnten: Erwin Muermann, Leiter des Referats Allgemeine Rechtsangelegenheiten (Referat III) der Zentralabteilung der RfR wurde der erste Leiter des späteren Bad Godesberger Instituts für Raumforschung. Gerhard Isenberg, Leiter des Referats Statistik (Referat V) in der Planungsabteilung war eine Schlüsselperson in der Entwicklung der bundesdeutschen Raumordnungspolitik (u. a. SARO-Gutachten). Das Referat VII Verkehrsangelegenheiten der Verwaltungsabteilung führte Ministerialrat Werner Teubert. Das Referat II der Planungsabteilung Planungsgrundlagen und wissenschaftliche Raumforschung führte Hermann Roloff.
Für das Reichskirchenministerium, das Kerrl ebenfalls leitete, existierten innerhalb der dortigen Zentralabteilung Referate gleichen Namens, die offensichtlich für das Ministerium und die Reichsstelle zugleich verantwortlich waren. So arbeitete etwa Karl Troebs († 1941) in gleicher Funktion auch für das Reichskirchenministerium.
Abteilungen und Referate der Reichsstelle für Raumordnung im Überblick
| leitende Mitarbeiter                                                 | Funktionen |
| -------------------------------------------------------------------- | --- |
| Reichsminister Hanns Kerrl (Stellvertreter bis 1936: Walter Blöcker) | Leiter der RfR; Präsident der Reichsplanungsgemeinschaft.                                                                                                   |
| Staatssekretär Hermann Muhs                                          | Ständiger Vertreter des Leiters der RfR (nach W. Blöckers Tod 1936); Vorsitzender des Vorstands der Reichsplanungsgemeinschaft; Leiter der Zentralabteilung |
| Ministerialdirektor Ernst Jarmer                                     | Leiter der Verwaltungsabteilung |
| Erster Baudirektor i. R. Karl Köster                                 | Leiter der Planungsabteilung |

| Mitarbeiter                               | Referat | Bezeichnung                                                 |
| ----------------------------------------- | ------- | ----------------------------------------------------------- |
| Oberregierungsrat Helmut Urlacher         | I       | Die allgemeinen und persönlichen Angelegenheiten des Hauses |
| Schirrmann                                | II      | Die finanziellen Angelegenheiten des Hauses                 |
| Regierungsrat Erwin Muermann              | III     | Die allgemeinen Rechtsangelegenheiten                       |
| Generalreferent Regierungsrat Karl Troebs | IV      | Presse, Propaganda                                          |
| Heinrich Bunning                          | V       | Presserecht, Zensur                                         |
| Ministerialrat Wirsel                     | VI      | Angelegenheiten der Außenstellen                            |
| Damaschke                                 | VII     | Sonderaufgaben                                              |

| Mitarbeiter                           | Referat | Bezeichnung                                                         |
| ------------------------------------- | ------- | ------------------------------------------------------------------- |
| Dr. Werner Otto                       | I       | Planungsrecht und allgemeine Angelegenheiten der Verwaltung         |
| Oberregierungsrat Hansjulius Schepers | II      | Wehrangelegenheiten                                                 |
| Wilhelm Fischer                       | III     | Allgemeine Wirtschafts- und Finanzangelegenheiten                   |
| Dr. Walter Puttkammer                 | IV      | Gewerbliche Wirtschaft                                              |
| N.N.                                  | V       | Land-, Forst- und Wasserwirtschaft                                  |
| Oberregierungsrat Heinrich Siemer     | VI      | Angelegenheiten des Arbeitseinsatzes und der Bevölkerungsverteilung |
| Ministerialdirigent Werner Teubert    | VII     | Verkehrsangelegenheiten                                             |
| Rolf Schrameier                       | VIII    | Kolonialplanung                                                     |

| Mitarbeiter                        | Referat | Bezeichnung                                            |
| ---------------------------------- | ------- | ------------------------------------------------------ |
| Ministerialrat Ernst Hamm          | I       | Allgemeine Angelegenheiten der Planung                 |
| Oberregierungsrat Hermann Roloff   | II      | Planungsgrundlagen und wissenschaftliche Raumforschung |
| Ministerialrat Ernst Hamm          | III     | Bebauung und Besiedlung                                |
| Referent Heinrich Dörr             | IV      | Erholung und Landschaftsgestaltung                     |
| Oberregierungsrat Gerhard Isenberg | V       | Statistik                                              |
| Ministerialrat Ernst Hamm          | VI      | Karten, Normen und Auslandsplanung                     |

Während des Krieges wurde ORR Heinrich Siemer zum Verbindungsreferenten der RfR zum Reichskommissariat für die Festigung deutschen Volkstums (RKF) bestimmt.
Hermann Roloff wurde für die RfR auch in den besetzten Niederlanden tätig. Er wurde in einer entsprechenden Publikation als Leiter des Ministerialreferats Planung bezeichnet.
Hansjulius Schepers wurde im Generalgouvernement als Leiter des Hauptamtes für Raumordnung in Krakau eingesetzt.:216
Emil Uebler wird in Verbindung mit den Planungen zur „Stadt des KdF-Wagens“ genannt.
Als Mitarbeiter der RfR werden in der Literatur auch genannt: Gerhard Ziegler, Walter Arke, Edmund Gassner, Norbert Ley, Ministerialrat Smolik, Diplom-Volkswirt Wiesener, Leo Hilberath (Referent der RfR), Ilse Balg (wissenschaftliche Hilfsarbeiterin der RfR), Regierungsoberinspektor Wendel, Regierungsrat Walter Muthmann, Regierungsrat Wilhelm Schmitz, Oberregierungsrat Becker, Kraatz, vom Hof, Röschmann u. a.
Für die RfR arbeitete Hans Bernhard Reichow („Städtebauliches Gutachten zu den Fragen der Industrie- und Gewerbeansiedlung in der Gauhauptstadt Posen von Städt. Baudirektor Ing. H. Reichow“).
Nach Alexander Gall hat der Architekt Martin Mächler an Forschungsarbeiten der RfR teilgenommen.
Zudem kamen im Verlaufe des Krieges zu den einzelnen Abteilungen der RfR neue Referate hinzu. So entstanden u. a. die neuen Referate Allgemeine Angelegenheiten des Luftschutzes und der Luftkriegsschäden, Volkstumsangelegenheiten und Ostgebiete. Auch gab es jetzt einen Abwehr- und einen Reichsverteidigungsreferenten.:39

Marcel Herzberg urteilte zusammenfassend zum Personalbestand der RfR:
„Exakte Aufstellungen über den Personalbestand der RfR lassen sich in den Akten des Bundesarchivs nicht finden. Für das Jahr 1943 ergibt jedoch ein Nachweis über die ‚Gefolgschaftsmitglieder‘ folgenden Personalbestand: 53 männlich: davon 20 Beamte, 31 Angestellte, 2 Arbeiter. 41 weiblich: davon 11 ‚wissenschaftliche Hilfsarbeiterinnen‘, 11 im Bürodienst, 3 im Vorzimmer, 16 im Kanzleidienst. Insgesamt ergibt sich für 1941 also ein Personalbestand von 94 Mitarbeitern. Es steht allerdings zu vermuten, daß der durchschnittliche Personalbestand vor dem Krieg höher war, da aus den Akten hervorgeht, daß zahlreiche männliche Mitarbeiter zum Kriegsdienst abgestellt waren. Der Personalbestand vor 1939 dürfte also bei über 100 gelegen haben.“:42
Der Leiter der RfR berief die Beiräte der Landesplanungsgemeinschaften. Die Beiräte bestanden aus Vertretern der NSDAP, den Chefs der Behörden des Planungsgebietes, Vertretern der Kommunen, der Wirtschaft und Wissenschaft. So zählte z. B. zum Beirat der Landesplanungsgemeinschaft Bayern der bekannte Bevölkerungsstatistiker Friedrich Burgdörfer.

Eine Reichsplanungsgemeinschaft sollte 1937 in enger personeller und organisatorischer Verbindung mit der RfR arbeiten. Allerdings ist umstritten, ob die Reichsplanungsgemeinschaft je Wirkung entfaltete. Die Geographie-Historikerin Mechtild Rössler urteilte:
„Die vorgesehene Gründung der Reichsplanungsgemeinschaft (…) kam im übrigen nie zustande. Stattdessen unterstanden die Landesplanungsgemeinschaften direkt der Reichsstelle.“:141
Für den Osten Europas entwickelte die Reichsstelle für Raumordnung in wachsendem Umfang „weitreichende Konzepte zur Organisation, Besiedlung und Beherrschung der eroberten Gebiete“. Sie war am Generalplan Ost beteiligt.
„Die RfR und die Landesplaner, die für Himmler die eigentliche Arbeit geleistet hatten, waren nicht eingeladen worden. Hier kam das Bemühen des RKF zum Ausdruck, sich diese beiden etablierten Planungsinstitutionen unterzuordnen. Das galt vor allem für die RfR, die als einzige Reichsbehörde einen Überblick über sämtliche Planungen und Vorhaben von Wirtschaft, Wehrmacht und Verwaltung besaß. Sie verfügte außerdem über ein Mitspracherecht bei allen Fragen der Raumplanung im Reich.“
In den ersten Jahren des Krieges kooperierte das RKF noch mit der RfR. Nachdem im RKF eine Planungsabteilung für Raumplanung/Raumordnung aufgebaut worden war, schlossen RKF und RfR am 22. Dezember 1939 eine Vereinbarung, die Zuständigkeitsbereiche definieren sollte.:52 De facto war das RKF durch Himmlers Machtfülle aber in einer stärkeren Position. Beide Institutionen entwickelten in Abstimmung miteinander und unter Einbezug der Landesplaner die Kreisraumordnungspläne bzw. die Kreisraumordnungsskizzen (auch Raum- und Flächenordnungsskizzen genannt) für die eingegliederten Ostgebiete.:274-278 Diese Planungen waren aber schließlich Anlass wachsender Auseinandersetzungen zwischen der RfR und der Planungsabteilung des RKF unter Konrad Meyer. Das Wissen der Reichsarbeitsgemeinschaft für Raumforschung (und angeschlossener Hochschularbeitsgemeinschaften) – das allerdings nicht immer als praxisrelevant galt – wurde offenbar sowohl von der RfR als auch dem RKF abgeschöpft. Auch gab es von Seiten der Wissenschaft den Anspruch, den Bürokratien politikrelevante Daten zu liefern.
Die Arbeit der Reichsstelle war aufgrund unklarer Kompetenzen über die gesamte Dauer ihrer Existenz prekär, weil in der polykratischen Struktur des Regimes andere Machtträger wesentlich mehr Einfluss gewinnen konnten, das galt nach 1936 besonders für die Vierjahresplanbehörde, das Reichswirtschaftsministerium und die Wehrmacht; nach 1939 im Bereich der Raumplanung besonders für die SS. 1943 gelang es Muhs, die drohende Auflösung der RfR abzuwenden. Sie bestand bis annähernd Kriegsende. Noch in den letzten Kriegsmonaten wurde sie mit Evakuierungsplanungen beauftragt. Die letzten offiziellen Bekanntmachungen der RfR stammen vom März 1945.

## Zeitgenössische Publikationen von und über die RfR (Auswahl)
- Planzeichen für Raumordnung und Flächennutzung; Reichsminister Kerrl, Leiter d. Reichsstelle f. Raumordnung, u. der Reichs- u. Preuß. Arbeitsminister. Berlin: Reichsverlagsamt [1937].
- Mitteilungsblatt der Reichsstelle für Raumordnung, Berlin, 1937-1939.
- Konrad Meyer: [Erstens:] Drei Jahre Reichsstelle für Raumforschung (Geleitworte); [Zweitens:] Die Arbeit der Reichsstelle für Raumordnung.
- RfR: Die Arbeit der Reichsstelle für Raumordnung. In: Raumforschung und Raumordnung, Bd. 2.1938, 7, S. 281–287.
- Ludwig Geßner: Reichsstelle für Raumordnung. Enth.: 1. Landesplanungsgemeinschaften. In: Atlas der Verwaltungsbezirke von Behörden und Körperschaften im Wirtschaftsgebiet Niedersachsen : Verwaltungsatlas, Oldenburg i.O.: Stalling, 1940.
- Reichsstelle für Raumordnung (Hrsg.): Volk und Wirtschaft des deutschen Interessengebietes im ehemaligen Polen, Berlin 1940.

## Tagungen der RfR (Auswahl)
- Tagung zu Notstandsgebieten im Dezember 1937 in Berlin
- Landesplanertagung in Zoppot (Sopot) im Dezember 1940
- Planertagung im Oktober 1941 in Posen
- Tagung in der Lutherstadt Wittenberg im Mai 1944

## Reichsarbeitsgemeinschaft für Raumforschung
Im Dezember 1935 wurde die Reichsarbeitsgemeinschaft für Raumforschung (RAG) der deutschen Hochschulen gebildet, die der Reichsstelle als Forschungsorganisation zuarbeiten sollte, ihre Hauptperson war der Agrarwissenschaftler Konrad Meyer. Meyer führte die RAG von 1936 bis zum Juli 1939. An der Entstehung der RAG war auch das Reichsministerium für Wissenschaft, Erziehung und Volksbildung beteiligt. Das Ministerium rief alle Fakultäten deutscher Hochschulen zur Mitarbeit an der RAG auf.
Büroräume besaß die RAG in Berlin in der Podbielskiallee sowie in der Markgrafenstraße (Gendarmenmarkt). Nach den kriegsbedingten Umzügen nach Wittenberg bzw. Göttingen auch dort.
Die RAG entwickelte gegenüber der RfR von Anfang an eine relative Selbständigkeit, was in den ersten Jahren besonders mit der wachsenden Machtfülle Konrad Meyers zusammenhing. Der Nachfolger dieser Einrichtung ist bis heute die Akademie für Raumforschung und Landesplanung (ARL) in Hannover. Meyer folgten Paul Ritterbusch und Kurt Brüning (ab 23. August 1944) als Leiter der RAG nach.
Als Mitarbeiter der Zentrale der Reichsarbeitsgemeinschaft in Berlin und Planungsausschüssen in der RAG werden in der Literatur auch genannt: Martin Kornrumpf, John Boyens, Friedrich Bülow, Angelika Sievers, Heinrich Hensen, Erika Fischer (Soziologin), Horst Bartholomeyczik, Frank Glatzel, Willi Guthsmuths u. a.
Die RAG diente dem „Zusammenschluss aller sich mit Raumforschung beschäftigenden wissenschaftlichen Kräfte.“ Die Organisation verfügte über einen „zentralen Beirat“, in dem sich Arbeitsgemeinschaften herausbildeten (u. a. zu den Themen Raumkunde, Dynamik der Wirtschaft oder Reichs- und Landesplanung). Aber nicht nur im Beirat, sondern auch in der RAG wurden fachwissenschaftliche Arbeitskreise gebildet (z. B. „Gewerbliche Wirtschaft“, „Bäuerliche Neuordnung“, „Verkehr“, „Zentrale Orte“). Über diese fachwissenschaftlichen Arbeitskreise und die Hochschularbeitsgemeinschaften für Raumforschung, die an sehr vielen Hochschulen gebildet wurden (zuletzt 51), generierte die neue „Raumforschung“ ihr Wissen. Die Hochschularbeitsgemeinschaften waren zudem in regionale Gruppen zusammengeschlossen, so gab es die „Gruppe Ost“ oder die „Gruppe Mitteldeutschland“. Politische Dienststellen, d. h. einige Reichsministerien und Sonderbehörden wie das RKF, aber auch der Reichsforschungsrat und die Reichswirtschaftskammer konnten Forschungsaufträge der RAG anregen.:300f.
Bereits im Frühjahr 1935 hatte sich im Rahmen einer Übung an der Hochschule für Politik die „Arbeitsgemeinschaft für wirtschaftliche Raumforschung“ gebildet, die in den folgenden Jahren auch mit der Hochschularbeitsgemeinschaft für Raumforschung an der Berliner Universität kooperierte.
Wandte sich die RAG zunächst verschiedenen Fragestellungen im Inneren des Reichsgebietes zu (u. a. „Notstandsgebiete“, Landwirtschaft, Standortfragen, Wirtschaftsstruktur), so änderte sich das mit dem Kriegsbeginn. Für das Kriegsforschungsprogramm arbeiteten Walter Christaller, Gerhard Isenberg, Karl C. Thalheim, Georg Weippert, Carl Brinkmann, Heinz Sauermann, Friedrich Bülow, Walter Geisler und zahlreiche weitere Geographen, Agrarwissenschaftler, Wirtschafts- und Sozialwissenschaftler. Das „kriegswichtige Forschungsprogramm“ der RAG (oder auch Programm „Der Osten“), das bereits kurz nach Kriegsbeginn im September 1939 vorgelegt wurde, definierte sechs „Problemgruppen“:
1. „Herstellung eines Planungsatlasses für den deutschen Ostraum im Rahmen des Reichsatlaswerkes“
2. „Untersuchungen über die Möglichkeiten der Stärkung und Befestigung des deutschen Volkstums und der Bildung neuen deutschen Volksbodens im deutschen Ostraum“
3. „Wie können die bisher politisch und wirtschaftlich getrennten Industriegebiete im Gesamtraum Oberschlesien raumpolitisch zu einem einheitlichen Wirtschafts- und Lebensorganismus gestaltet werden unter Berücksichtigung der Tatsache, daß dieser Raum das zentrale Industriegebiet für den mittleren und südlichen europäischen Ostraum darstellt?“
4. „Welche Bedeutung hat der Ausbau der Weichsel als Großschiffahrtsstraße und der Ostseehäfen für die Entwicklung und künftige Ordnung des Ostraumes?“
5. „Welche Struktur und welche Gestaltung sollen die zentralen Orte und ihre Einzugsgebiete künftig erhalten?“
6. „Staatsrechtliche und stadtrechtliche Untersuchungen“[31]

Ab dem Herbst 1939 gewann Heinrich Himmlers SS-Stabshauptamt „Planung und Boden“, das Konrad Meyer nun leitete, mit der Entwicklung des Generalplans Ost zunehmend Einfluss auf die Arbeiten der RAG für die Germanisierung von Wartheland und Generalgouvernement.
Mit der Eingliederung der RAG in den Reichsforschungsrat im März 1942 erfuhr die RAG eine zusätzliche finanzielle Förderung und eine weitere Ablösung von der RfR. Die RAG bildete nun eine eigene Fachsparte im Reichsforschungsrat; die Trennung von der RfR erfolgte einvernehmlich.

Die RAG führte zahlreiche Tagungen durch. Zu den bekanntesten Tagungen zählen jene in Marienburg (Mai 1937), in Breslau (Juli 1937), in Graz (Oktober 1938), in Berlin (April 1940), in Dresden (Oktober 1942) oder in Pretzsch (Februar 1944). Die RAG bestand auch über die Zeit des Nationalsozialismus hinaus:
„Nur knapp zwei Wochen nach Beendigung des Krieges, am 20. Mai 1945, nahm die ein Jahr zuvor nach Göttingen ausgelagerte Reichsarbeitsgemeinschaft für Raumforschung die Arbeit unter ihrem alten Obmann Kurt Brüning wieder auf. Selbst der bisherige Name wurde beibehalten. Erst als die ‚Control Commission of Germany‘ drohte, keine finanziellen Mittel zu bewilligen, erklärte sich die Reichsarbeitsgemeinschaft für Raumforschung im Herbst 1946 notgedrungen bereit, das Wort ‚Reichsarbeitsgemeinschaft‘ fallen zu lassen und sich in ‚Akademie für Raumforschung und Landesplanung‘ (ARL) umzubenennen.“:314
An der NS-Raumplanung aktiv beteiligte Wissenschaftler und Planer beeinflussten die Geschichtsschreibung über die Reichsstelle und die Reichsarbeitsgemeinschaft bis in die 1980er Jahre hinein. Zahlreiche Beiträge zur Disziplingeschichte der Raumforschung lieferten Josef Umlauf, Konrad Meyer, Günther Franz, Georg Keil und Gerhard Isenberg.
Einige Unterlagen und Dokumente der RAG befinden sich im Archiv für Geographie des Leibniz-Instituts für Länderkunde in Leipzig.

## Publikationen der RAG
Als Zeitschrift der RAG wurde im Oktober 1936 die Raumforschung und Raumordnung. Monatsschrift der Reichsarbeitsgemeinschaft für Raumforschung ins Leben gerufen. Sie erschien im Kurt Vowinckel Verlag (Heidelberg, Berlin). Als Herausgeber der Zeitschrift in der NS-Zeit traten zeitweise auf: Konrad Meyer, Paul Ritterbusch, Friedrich Bülow, Hans Weigmann u. a. Die Zeitschrift stellte 1938 ausführlich den „Dr.-Hellmuth-Plan zur Neuordnung des Gaues Mainfranken“ vor, erschien bis 1944 und, nach einer Unterbrechung von vier Jahren, ab dem Jahr 1948 wieder regelmäßig. Sie habe in „Inhalt, Methodologie und Gestaltung bruchlos an die Zeit vor 1945“ angeschlossen und daher „konsequenterweise auch die Jahrgangsnummerierung“ fortgeführt.:314
Hauptschriftleiter der nationalsozialistischen RAG war Frank Glatzel.
Ab 1941 erschien die Zeitschrift Archiv für Wirtschaftsplanung, „in Verbindung mit der Reichsarbeitsgemeinschaft für Raumforschung herausgegeben“ von dem Rostocker und Berliner Raumforscher Hans Weigmann (Kohlhammer Verlag, Stuttgart und Berlin). Schriftleitung: Frank Glatzel.
Im Jahr 1941 erschien auch:
- Struktur und Gestaltung der zentralen Orte des deutschen Ostens: Gemeinschaftswerk im Auftrage der Reichsarbeitsgemeinschaft für Raumforschung. Leipzig: Koehler 1941 (im Schuber; Bd. 1–5; bestehend aus einzelnen Themenheften u. a. von Walter Christaller, Gerhard Isenberg und Walter Geisler.).
- Die ländliche Arbeitsverfassung im Westen und Süden des Reiches: Beiträge zur Landfluchtfrage / Gemeinschaftswerk im Auftrag der Reichsarbeitsgemeinschaft für Raumforschung herausgegeben und bearbeitet von Konrad Meyer und Klaus Thiede; unter Mitwirkung von Udo Froese. Heidelberg, Berlin, Magdeburg: Kurt Vowinckel Verlag 1941.

Die RAG gab mehrere Schriftenreihen heraus. Von 1939 bis 1944 erschienen die Berichte zur Raumforschung und Raumordnung:
- Schrifttum zur Landwirtschaftsgeographie: ein Überblick über das letzte Jahrzehnt. Bearbeitet von Angelika Sievers. Leipzig: Koehler 1944 (Berichte zur Raumforschung und Raumordnung. Bd. 11)
- Die wirtschaftlichen und rechtlichen Grundlagen einer organischen Stadtgesundung und Stadterneuerung. Bearbeitet von der Deutschen Akademie für Städtebau, Reichs- und Landesplanung, Arbeitsgruppe für Stadtgesundungsfragen (Frankfurt/M.). Leipzig: Koehler 1943 (Berichte zur Raumforschung und Raumordnung. Bd. 10)
- Raumordnung durch landwirtschaftliche Umsiedlung in der Rheinprovinz. Bearbeitet von Wilhelm Busch. Hrsg. von der Reichsarbeitsgemeinschaft für Raumforschung in Verbindung mit dem Landeshauptmann der Rheinprovinz als stv. Vorsitzenden der Landesplanungsgemeinschaft Rheinland. (= Berichte zur Raumforschung und Raumordnung. Bd. 9)
- Städtebau und Nahverkehr. Bearbeitet von Reinhold Niemeyer. Leipzig: Koehler 1941 (Berichte zur Raumforschung und Raumordnung. Bd. 8.)
- Moor und Torf in der Raumordnung. Leipzig: Koehler 1942 (Berichte zur Raumforschung und Raumordnung. Bd. 7)
- Der Neue Deutsche Osten. Eine Bibliographie. Bearbeitet von Paul Ritterbusch und Erika Fischer. Leipzig: Koehler 1940 (Berichte zur Raumforschung und Raumordnung. Bd. 6)
- Die linksrheinischen Gartenbaufluren der südlichen Kölner Bucht: im besonderen die des Vorgebirges im Kartenbild. Bearbeitet von Heinrich Müller-Miny. Leipzig: Koehler 1940 (Berichte zur Raumforschung und Raumordnung. Bd. 5)
- Deutsche Städtebilder: mit Zeichnungen des Verfassers. Bearbeitet von Max Grantz. Leipzig: Koehler 1940 (Berichte zur Raumforschung und Raumordnung. Bd. 4)
- Die Landflucht in Franken. Bearbeitet von Karl Seiler und Walter Hildebrandt. Leipzig: Koehler 1940 (Berichte zur Raumforschung und Raumordnung. Bd. 3)
- Kartellpolitik und Raumordnung. Bearbeitet von Günter Trittelvitz. Leipzig: Koehler 1939 (Berichte zur Raumforschung und Raumordnung. Bd. 2)
- Eisenbahngütertarifpolitik und Raumordnung, entwickelt am Beispiel Thüringens: zugleich ein Nachweis der Gemeinwirtschaftlichkeit des Gütertarifsystems der deutschen Reichsbahn. Bearbeitet von Paul Schulz-Kiesow. Leipzig: Koehler 1939 (Berichte zur Raumforschung und Raumordnung. Bd. 1)
- Die gewerblichen Umsiedlungsmöglichkeiten in Westfalen: Voruntersuchung zur künftigen West-Ostsiedlung. Bearbeitet von Alfred Müller-Armack im Institut für Wirtschafts- und Sozialwissenschaften und der Forschungsstelle für Siedlungs- und Wohnungswesen an der Universität Münster. Münster 1942 (Berichte zur Raumforschung und Raumordnung, Reihe B, 1)
- Die gegenwärtige und zukünftige Bedeutung der Klein- und Feldbahnen : erläutert an Hand der im Reichsgau Wartheland gegebenen Verhältnisse. Bearbeitet von Theodor Krebs. Leipzig: Koehler 1943 (Berichte zur Raumforschung und Raumordnung Reihe B, 3)

als Beiträge zur Raumforschung und Raumordnung erschienen:
- Volk und Lebensraum: Forschungen im Dienste von Raumordnung und Landesplanung / hrsg. von Konrad Meyer. Heidelberg: Vowinckel 1938 (Beiträge zur Raumforschung und Raumordnung, Bd. 1)
- Konstantinos Apostolou Doxiadēs: Raumordnung im griechischen Städtebau. Heidelberg [u. a.]: Vowinckel 1937 (Beiträge zur Raumforschung und Raumordnung, Bd. 2)
- Irene Scheibe: Weibliche Landjugend im Grenzland Ostpommern. Heidelberg [u. a.]: Vowinckel 1937 (Beiträge zur Raumforschung und Raumordnung, Bd. 3)
- Karl Boekholt: Erträge und Leistungsreserven des Getreidebaus: ein Beitrag zur landwirtschaftlichen Erzeugungsordnung im deutschen Raum. Heidelberg [u. a.]: Vowinckel 1937 (Beiträge zur Raumforschung und Raumordnung, Bd. 4)
- Hans Joachim Riecke: Landgewinnung und Landeskultur. Heidelberg [u. a.]: Vowinckel 1937 (Beiträge zur Raumforschung und Raumordnung, Bd. 14/15)
- Udo Froese: Das Kolonisationswerk Friedrichs des Großen: Wesen und Vermächtnis. Heidelberg [u. a.] : Vowinckel 1938 (Beiträge zur Raumforschung und Raumordnung, Bd. 5)
- Paul Schulz-Kiesow: Die Eisenbahngütertarifpolitik in ihrer Wirkung auf den industriellen Standort und Raumordnung: Zugleich ein volkswirtschaftliches Lehrbuch der Eisenbahngütertarifpolitik. Bremen: Vowinckel 1940 (Beiträge zur Raumforschung und Raumordnung, Bd. 6)
- Reinhold Stisser: Standort und Planung der deutschen Kraftfahrzeugindustrie. Bremen: Horn 1950 (Beiträge zur Raumforschung und Raumordnung, Bd. 18).

als Raumforschung und Raumordnung. Volks- und Raumpolitische Reihe erschien:
- Friedrich Bülow: Großraumwirtschaft, Weltwirtschaft und Raumordnung. Leipzig: Koehler 1941, 21943 (2. unveränderte Aufl.) (= Raumforschung und Raumordnung. Volks- und Raumpolitische Reihe Heft 1, hrsg. von Prof. Dr. Paul Ritterbusch).

als Sonderveröffentlichung
- Die Sudetenländer im Schrifttum. Eine Bibliographie. Bearbeitet von Erika Fischer unter Mitwirkung von Erich Bachmann, Leo Hilberath, Alois Kreller, Adalbert Plott, Ernst Tscherne. Sonderveröffentlichung der Reichsarbeitsgemeinschaft für Raumforschung. Herausgegeben von Paul Ritterbusch. Heidelberg: Vowinckel 1941

in der Schriftenreihe der Reichsarbeitsgemeinschaft für Raumforschung an der Technischen Hochschule Berlin erschien:
- Alfred Striemer: Prenzlau. Leben und Arbeit im Stadt- und Landkreis Prenzlau. Springer, Berlin 1939, Band 1.
- Alfred Striemer: Peine. Leben und Arbeit im Stadt- und Landkreis Peine. Springer, Berlin 1939, Band 2.
- Gottfried Feder: Arbeitsstätte – Wohnstätte: mit 27 Tabellen im Text. Springer, Berlin 1939, Band 3.

## Tagungen der RAG (Auswahl)
- erste Arbeitstagung der RAG in Berlin, April 1936
- Herbsttagung in Berlin, Dezember 1936
- Marienburger Tagung, Mai 1937
- Grazer Tagung, Oktober 1938
- Dresdener Tagung, Oktober 1942
- Pretzscher (Elbe) Tagung, Februar 1944